# Myrcia fenestrata
Myrcia fenestrata är en myrtenväxtart som beskrevs av Dc.. Myrcia fenestrata ingår i släktet Myrcia och familjen myrtenväxter. Inga underarter finns listade i Catalogue of Life.